# Bzovík
Bzovík (in ungherese Bozók) è un comune della Slovacchia facente parte del distretto di Krupina, nella regione di Banská Bystrica.